# Аггази, Карой
Карой Аггази (венг. Aggházy Károly; 30 октября 1855, Пешт, Австрийская империя — 8 октября 1918, Будапешт) — венгерский пианист, композитор, музыкальный педагог.

## Биография
Начал играть на фортепиано в возрасте 8 лет.
Учился музыке в Национальной музыкальной школе (ныне Музыкальная академия Ференца Листа) у Роберта Фолькмана, Анто́на Бру́кнера и Ференца Листа. С 1879 года занимался концертной деятельностью.
С 1883 года работал преподавателем в консерватории Штерна в Берлине. Позже в Национальной музыкальной школе Будапешта.
Бо́льшая часть из его 170 опусов была опубликована крупными венгерскими, немецкими, английскими и французскими издательствами. Помимо опер «Мариетта» и «Ракоци», в основном, сочинял камерную музыку и пьесы для фортепиано.
Считается видной фигурой в истории венгерской музыки. Его творчество соединило две великие эпохи венгерской музыки: эпоху Ференца Листа и Белы Бартока.

## Избранные музыкальные сочинения
Оперы
- 1897 — Marietta
- 1906 — Rákóczy

Вокально-инструментальная музыка
- Elégia für Klavier, Aloyse Bodó gewidmet
- Etude de concert für Klavier op. 21, Franz Liszt gewidmet
- Poëmes hongroise für Klavier zu 4 Händen op. 13, publiziert 1887 bei Bote & Bock in Berlin
- Danse de Noces für Klavier zu vier Händen op. 15, 1890 publiziert bei Harmonia in Budapest
- Suite hongroise für Klavier zu vier Händen op. 19, 1890 publiziert bei Harmonia in Budapest. I
- Mélodie II Danse III Intermezzo IV Rhapsodie
- Trois Mazurkas für Klavier op. 26, 1895
- Vier Klavierstücke op. 41 I Duo II Ritornell III Badinage IV Präludium und Fuge, publiziert 1912 bei D. Rather in Leipzig
- Sechs Lieder für eine Singstimme mit Klavierbegleitung op. 30, Raimund Zur-Mühlen gewidmet, bei C. Kieslers Musikverlag in Leipzig publiziert. I Im wunderschönen Monat Mai Text: Heinrich Heine II Es schauen die Blumen III Schelmenlied IV Das ist ein Brausen V Sag mir, wer einst VI Der Tod
- Serenata alla Chitarra für Klavier, 1885 bei Weinholtz in Berlin publiziert
- Sonata dramatique für Klavier und Violine, um 1885 komponiert
- Valse sentimentale, um 1885 komponiert
- Geistliche Variationen über Es ist ein Ros entsprungen für Klavier Klavierquintett g-moll, 1897